# Ahmad Alenemeh
Ahmad Alenemeh (persiska: احمد آل نعمه), född 20 oktober 1982 i Ahvaz, är en iransk fotbollsspelare. Han spelar som försvarare i Padideh i Iran Pro League. Han spelade även för Irans herrlandslag mellan 2007 och 2014.